# Synthliborhynchus
Synthliborhynchus är ett släkte av skalbaggar. Synthliborhynchus ingår i familjen vivlar.
Kladogram enligt Catalogue of Life:
| Synthliborhynchus | \| \| Synthliborhynchus fahraei \| \| \| \| |
|                   | \| \| Synthliborhynchus fahraei \| \| \| \| |
|                   | Synthliborhynchus fahraei                   |
|                   |                                             |